# Кварту Сант’Елена
Кварту Сант’Елена (итал. Quartu Sant'Elena) град је у Италији у регији Сардинија. Према процени из 2010. у граду је живело 71.779 становника.

## Географија
| Клима (Кварту Сант’Елена)  | Клима (Кварту Сант’Елена) | Клима (Кварту Сант’Елена) | Клима (Кварту Сант’Елена) | Клима (Кварту Сант’Елена) | Клима (Кварту Сант’Елена) | Клима (Кварту Сант’Елена) | Клима (Кварту Сант’Елена) | Клима (Кварту Сант’Елена) | Клима (Кварту Сант’Елена) | Клима (Кварту Сант’Елена) | Клима (Кварту Сант’Елена) | Клима (Кварту Сант’Елена) | Клима (Кварту Сант’Елена) |
| Показатељ \ Месец          | .Јан.                     | .Феб.                     | .Мар.                     | .Апр.                     | .Мај.                     | .Јун.                     | .Јул.                     | .Авг.                     | .Сеп.                     | .Окт.                     | .Нов.                     | .Дец.                     | .Год.                     |
| -------------------------- | ------------------------- | ------------------------- | ------------------------- | ------------------------- | ------------------------- | ------------------------- | ------------------------- | ------------------------- | ------------------------- | ------------------------- | ------------------------- | ------------------------- | ------------------------- |
| Средњи максимум, °C (°F)   | 14 (57)                   | 15 (59)                   | 16 (61)                   | 18 (64)                   | 22 (72)                   | 27 (81)                   | 30 (86)                   | 30 (86)                   | 27 (81)                   | 23 (73)                   | 18 (64)                   | 15 (59)                   | 30 (86)                   |
| Средњи минимум, °C (°F)    | 6 (43)                    | 6 (43)                    | 7 (45)                    | 9 (48)                    | 12 (54)                   | 16 (61)                   | 19 (66)                   | 19 (66)                   | 17 (63)                   | 14 (57)                   | 10 (50)                   | 7 (45)                    | 6 (43)                    |
| Количина падавина, mm (in) | 46 (18,1)                 | 57 (22,4)                 | 44 (17,3)                 | 37 (14,6)                 | 24 (9,4)                  | 9 (3,5)                   | 3 (1,2)                   | 9 (3,5)                   | 31 (12,2)                 | 56 (22)                   | 56 (22)                   | 55 (21,7)                 | 427 (167,9)               |
| [ тражи се извор ]         |                           |                           |                           |                           |                           |                           |                           |                           |                           |                           |                           |                           |                           |

## Становништво
Према резултатима пописа становништва 2011. у општини је живело 69.296 становника.
| 1931.  | 1936.  | 1951.  | 1961.  | 1971.  | 1981.  | 1991.  | 2001.  | 2011.  |
| ------ | ------ | ------ | ------ | ------ | ------ | ------ | ------ | ------ |
| 10.913 | 12.201 | 17.579 | 22.916 | 30.700 | 43.896 | 61.636 | 68.040 | 69.296 |